# Toljanjärvi
Toljanjärvi är en sjö i Finland. Den ligger i kommunen Ranua i landskapet Lappland, i den norra delen av landet, 700 km norr om huvudstaden Helsingfors. Toljanjärvi ligger 148,9 meter över havet. Arean är 3,29 kvadratkilometer och strandlinjen är 13,62 kilometer lång. Sjön  ingår i Simo älvs huvudavrinningsområde.   
I övrigt finns följande i Toljanjärvi:
- Rynkänsaari (en ö)
- Raatosaari (en ö)

I övrigt finns följande vid Toljanjärvi:
- Kelukkajoki (ett vattendrag)